# Modřice

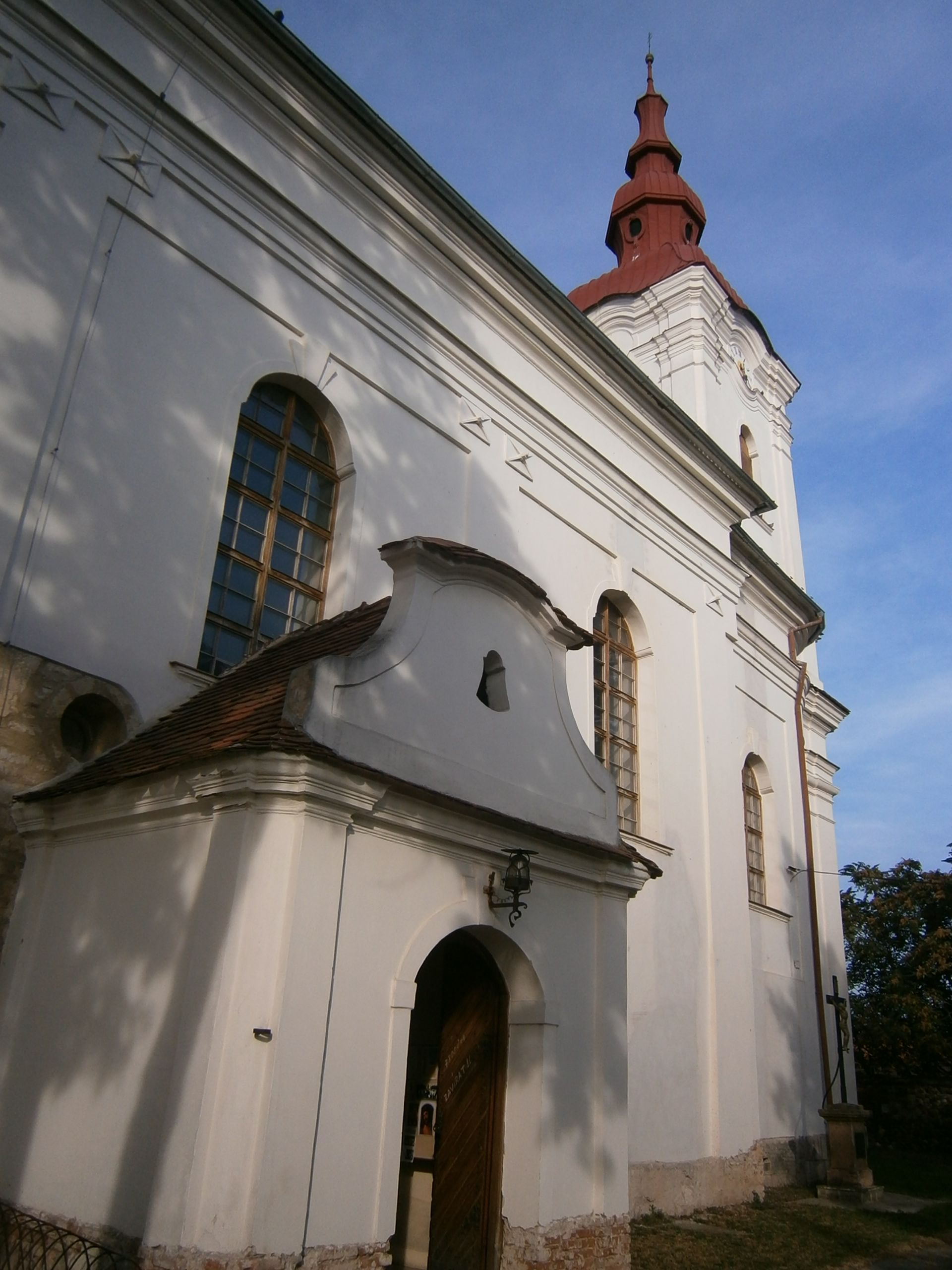
Kirche St. Gotthard in Modřice

Modřice (deutsch Mödritz) ist eine Stadt in Tschechien. Sie liegt sieben Kilometer südlich des Stadtzentrums von Brünn und gehört zum Okres Brno-venkov.

## Geographie
Modřice liegt am südlichen Stadtrand von Brünn, anderthalb Kilometer unterhalb der Einmündung der Svitava am rechten Ufer der Svratka. Südlich von Modřice verläuft die Bobrava, ein weiterer Zufluss der Svratka.
Nachbarorte sind Brno-jih und Přízřenice im Norden, Brněnské Ivanovice und Holásky im Nordosten, Chrlice im Osten, Rebešovice im Südosten, Popovice im Süden, Želešice im Südwesten, Nebovidy im Westen sowie Moravany im Nordwesten.

## Verkehr
Modřice verfügt über eine gute Verkehrsanbindung durch seine Lage an der Schnellstraße R52 von Brünn nach Rajhrad, die am westlichen Ortsrand neben der Bahnstrecke Břeclav–Brno verläuft. Über die Staatsstraße 152 besteht bei Chrlice ein Anschluss zur Autobahn D2 zwischen Brünn und Hustopeče, deren Trasse am linken Ufer der Svratka vorbeiführt. Zwischen Modřice und Brünn verkehrt die Linie 2 der Brünner Straßenbahn.

## Geschichte
Die erste schriftliche Erwähnung von Modřice erfolgte 1131 in einer Urkunde des Olmützer Bischofs Heinrich Zdik, in der er die Burg als sein Gut bezeichnete.
Im Jahre 1200 entstand die Kirche St. Gotthard und 1274 ließ Bischof Bruno von Schauenburg die bischöfliche Burg errichten. Seit 1306 ist der Weinberg nachweisbar. 1340 wurde Modřice erstmals als Markt genannt. 1514 besaß der Ort das Weinbergs-, Brau- sowie Leih- und Pfandrecht.
1725 zerstörte ein Feuer die St.-Gotthardskirche. Im Jahre 1727 erfolgte der Bau der Kaiserstraße von Wien über Nikolsburg und Mödritz nach Brünn. Die Brünner Tuchmacher, Seiler und Schäfer errichteten 1798 am Mühlgraben eine Walke. Die Landwirtschaft und der Anbau von Gemüse spielte in Mödlitz eine bedeutende Rolle. Im 19. Jahrhundert entstanden in dem Markt Betriebe zur Verarbeitung der landwirtschaftlichen Produkte des Umlandes. Dazu gehörte die 1850 gegründete Zuckerfabrik und Unternehmen zur Herstellung von Mödritzer Sauerkraut, das einen überregional guten Ruf hatte, sowie von Einlegegurken und Konserven. Mit der Einweihung der Eisenbahn von Wien nach Brünn erhielt Mödritz 1839 einen Bahnanschluss und 1869 entstand das Bahnhofsgebäude.
Bis zur Aufhebung der Patrimonialherrschaften im Jahre 1848 war Mödritz dem Bistum Olmütz untertänig. Im gleichen Jahre erfolgte eine Regulierung der Zwitta und Schwarzach. Ab dem 13. Jahrhundert hatte der Anteil der deutschen Bevölkerung zugenommen, der zu Beginn des 20. Jahrhunderts die Mehrheit darstellte. Im Jahre 1900 hatte Mödritz 2043 Einwohner und bildete das Zentrum einer deutschen Sprachinsel im ländlichen Raum südlich von Brünn. 1880 entstand die Alte Ziegelei und 1929 kam die Ziegelei Lederer hinzu. Im Jahr 1933 entstand die Kronenkorkenfabrik Coronas und die Eisenwarenfabrik Kolofera. Während der deutschen Besetzung gehörte Mödritz zum Protektorat Böhmen und Mähren. Nach dem Ende des Zweiten Weltkrieges erfolgte die Vertreibung der Deutschen, wobei die meisten am 31. Mai 1945 mit dem Brünner Todesmarsch den Ort verlassen mussten.
1969 wurde der Weinberg erneuert. Der 1517 angelegte Fischteich Primál wurde 1975 trockengelegt. Der 1987 gegründete Fußballtennisverein wurde 1999 und 2000 tschechischer Landesmeister.

## Bevölkerung
| Volkszählung                                                                  | Häuser | Einwohner insgesamt | Volkszugehörigkeit der Einwohner | Volkszugehörigkeit der Einwohner | Volkszugehörigkeit der Einwohner |
| Jahr                                                                          | Häuser | Einwohner insgesamt | Deutsche                         | Tschechen                        |                                  |
| 1790                                                                          | 148    | 840                 |                                  |                                  |                                  |
| 1836                                                                          | 155    | 940                 |                                  |                                  |                                  |
| 1869                                                                          | 184    | 1618                |                                  |                                  |                                  |
| 1880                                                                          | 209    | 1834                | 1391                             | 443                              |                                  |
| 1890                                                                          | 239    | 1890                | 1441                             | 449                              |                                  |
| 1900                                                                          | 279    | 2014                | 1957                             | 57                               |                                  |
| 1910                                                                          | 333    | 2205                | 2150                             | 55                               |                                  |
| 1921                                                                          | 330    | 2237                | 1592                             | 619                              |                                  |
| 1930                                                                          | 426    | 2509                | 1780                             | 701                              |                                  |
| Quelle: Erich Tomschik: Mödritz, 1966, Eigenverlag                            |        |                     |                                  |                                  |                                  |
| Sonstige: Historický místopis Moravy a Slezska v letech 1848–1960, sv.9. 1984 |        |                     |                                  |                                  |                                  |

## Sehenswürdigkeiten
Die Kirche St. Gotthard wurde 1540 anstelle eines Vorgängerbaus aus dem Jahre 1200 errichtet und nach dem Brand von 1725 in barocker Gestalt wiedererrichtet.

## Persönlichkeiten

### Söhne und Töchter der Stadt
- Christian Mayer (1719–1783), Astronom, Geodät, Physiker und Meteorologe
- Leander Czerny (1859–1944), Abt des Stiftes Kremsmünster und Fliegenforscher
- Franz Weithofer (1877–1940), Kindermediziner
- Johann Gunert (1903–1982), Lyriker und Essayist. Österreichischer Staatspreis, Trakl-Preis, Grillparzer-Preis. Ehrengrab der Bundeshauptstadt Wien.

### In der Stadt lebten und wirkten
- Johannes von Neumarkt (1315/20–1380), Bischof und Schriftsteller